# میل مبهم هوس
میل مبهم هوس یا ابژهٔ مبهم میل (به فرانسوی: Cet obscur objet du désir) فیلمی داستانی به کارگردانی لوئیس بونوئل محصول سال ۱۹۷۷ کمپانی گرینویچ است. در این فیلم کرول بوکه و آنجلا مولینا هر دو در نقش کونچیتا بازی کردند و شخص سومی برای آن شخصیت گویندگی کرد.

## داستان
«ماتیو» (ری) که هفت سال پیش زنش را از دست داده، به توانایی‌اش در برقراری رابطه با زنانی که دل‌باخته‌شان نبوده، افتخار می‌کند. آشنائی با دختری به‌نام «کونچیتا» (بوکه/مولینا) تمام حواس او را به خود معطوف می‌کند. اما «کونچیتا» با اینکه اقرار می‌کند به «ماتیو» دل بسته، آشکارا کاری می‌کند تا حسادت و خشم «ماتیو» برانگیخته شود، زیرا «ماتیو» مدام «کونچیتا» را با مردانی جوان می‌یابد در حالی که خود نمی‌تواند به او نزدیک شود. «کونچیتا» این بازی گریزپایی را آن‌قدر ادامه می‌دهد تا «ماتیو» تاب و طاقت از کف می‌دهد...

## بازیگران
- فرناندو ری (در نقش متیو)
- کرول بوکه (در نقش کونچیتا)
- آنخلا مولینا (در نقش کونچیتا)
- جولین برتو (در نقش قاضی)
- گی مونتانیه
- برنار موسون

## جوایز
- نامزد اسکار بهترین فیلم خارجی از طرف اسپانیا.
- نامزد اسکار فیلم‌نامهٔ غیراقتباسی برای لوییس بونوئل و ژان کلود کریر.